# Arroyo Caañabé
El Arroyo Caañabé es un cauce hídrico de los departamentos de Paraguarí y Central de la República del Paraguay. Su curso es un trayecto de aproximadamente cien kilómetros cuyo nacimiento es en la planicie de la Cordillera de Ybycuí, y su desembocadura es en el lago Ypoá.
Este arroyo sirve en parte como límite natural entre los departamentos de Paraguarí y Central; y también entre los municipios de la Ciudad de Paraguarí y Carapeguá.
En abril de 1786, Félix de Azara viniendo desde la capilla de Paraguarí y a 4 millas cruza el arroyo Caañabé por un puente "arruinado y pasamos a pie sobre los largueros que habían quedado y los caballos nadando. Desde él demarqué los cerros de Paraguarí [...] y Yaruguahá-Guazú de donde deduzco la latitud 25°, 45'.44" y la longitud 0°, 30',36" meridiano de París".
- Datos: Q5487786